# Leptomerosepsis simplicicrus
Leptomerosepsis simplicicrus är en tvåvingeart som först beskrevs av Oswald Duda 1926.  Leptomerosepsis simplicicrus ingår i släktet Leptomerosepsis och familjen svängflugor. Inga underarter finns listade i Catalogue of Life.